# Efrén Echeverría
Efren Echeverria (Lima, 4 de março de 1932 – 19 de junho de 2018) foi um músico, guitarrista e compositor paraguaio.

## Trajetória
O nome do músico está entre os grandes compositores da música popular, entre os quais pode convocar Mauricio Cardozo Ocampo, Agustín Barboza Herminio Gimenez, Demetrio Ortiz Emiliano R. Fernandez e José Asunción Flores.
Morreu em 19 de junho de 2018, aos 86 anos.